# Ada de Hollande (morte après 1205)
Pour les articles homonymes, voir Ada de Hollande.
Ada de Hollande (en allemand : Adelheid von Holland), née vers 1163 et morte après 1205, est une noble dame issue de la dynastie Gerulfing, fille du comte Florent III de Hollande et d'Ada de Huntingdon. Elle est l'épouse du margrave Othon II de Brandebourg.

## Biographie
Ada est une fille de Florent III († 1190), comte de Hollande depuis 1157, et de son épouse Ada de Huntingdon, fille du prince Henri d'Écosse. Parmi ses frères figuraient les comtes Thierry VII et Guillaume Ier de Hollande. Florent III, fidèlement attaché à la maison de Hohenstaufen, accompagnait l'empereur Frédéric Barberousse sur la troisième croisade et meurt du paludisme à Antioche.
À une date inconnue, sa famille l'a mariée à un margrave de Brandebourg, sans doute Othon II issu de la maison d'Ascanie. Le couple resta sans enfants, et en 1196 déjà, le margrave céda ses biens propres en fief à l'archevêque de Magdebourg. En 1201, il a reçu un avertissement formel par le pape Innocent III concernant le traitement de son épouse. Othon II meurt le 4 juillet 1205, sans laisser de descendants, et la succession dans la marche de Brandebourg est assurée par son demi-frère Albert II qui a été préalablement nommé co-régent. Dans ces conditions, on comprend que, veuve et sans enfant, Ada retourne en Hollande, où elle fait, la même année, la donation à l'abbaye de Rijnsburg.
On fait parfois d'Ada la seconde épouse du margrave Othon Ier de Brandebourg, père d'Othon II, et donc la mère d'Albert II ; mais cela pose des problèmes chronologiques et l'on comprend moins bien son retour en Hollande en 1205. En revanche, en faveur de cette dernière hypothèse, il existe une charte par laquelle Othon Ier, en 1184, l'année de sa mort, à l'occasion de la fondation du couvent bénédictin d'Arendsee, mentionne ses trois fils et son épouse Adelheid d'origine inconnue : annuentibus meis heredibus Ottone, Heinrico, Adelberto filiis meis et uxore mea Adelheide.